# Belbeuf
Belbeuf is een gemeente in het Franse departement Seine-Maritime (regio Normandië) en telt 2032 inwoners (1999). De plaats maakt deel uit van het arrondissement Rouen.

## Geografie
De oppervlakte van Belbeuf bedraagt 6,5 km², de bevolkingsdichtheid is 312,6 inwoners per km².
De onderstaande kaart toont de ligging van Belbeuf met de belangrijkste infrastructuur en aangrenzende gemeenten.

## Demografie
Onderstaande figuur toont het verloop van het inwonertal (bron: INSEE-tellingen).